# Le Journal d'une femme soumise
Le Journal d'une femme soumise est le roman autobiographique d'une dénommée Mara. Il paraît en 1979, aux éditions Flammarion, et raconte, par extraits de journaux, la vie d'une jeune femme des années 1950-1960, pratiquant le libertinage avec son mari et ses amis. 

## Résumé
"Soumise" se comprend dans ces deux sens : au sens sexuel, comme au sens féministe - la fin de l'ouvrage ouvre en effet vers sa prise de conscience féministe et lesbienne, et vers le rejet d'un mode de vie qui l'a progressivement aliénée.
Mara écrit en sachant qu'elle est lue par son maître et amant, qui a une volonté de voyeurisme nous dit Gaétan Brulotte. Il poursuit : « Ce serait donc le mâle qui dicte ce que la femme doit dire. » Mara tombe dans une sorte de vertige mélangé d’un dégoût de soi. C'est une histoire vécue jusqu’au bout de l'abomination. Soumission si dure, qu'elle mènera à la rébellion nous dit Bernard Noël.
Des passages durs comme en page 76 

« Aussi longtemps de N. et moi seront ensemble ce sera l’enfer. Sans doute l’érotisme n’était-il qu’une manière d’habiter l’enfer. (…) Accroupie, chiant, obscène, écartelée : qui donc supportera le spectacle que j’offre ainsi réduite, fanatique et tranquille ? (…) je n’ai jamais su l’accomplir, de mes lèvres recueillir la merde de celui qui s’était assis sur mon visage – l’odeur était trop forte - j’ai crié qu’on ait pitié, qu’on me frappe plutôt, longtemps (…). Désormais, j'ai peur de lui. J'ai toujours peur, peur, lorsqu'il est là, de lui déplaire… peur, s'il est absent, à la pensée qu'il va revenir, m'humilier, me démolir. (...) Je suis sans pouvoir sur moi-même, sans aucun pouvoir heureux sur lui. »

Mara a perdu ses repères, dépersonnalisée, aliénée, elle n'a plus aucune confiance en elle. Tout a basculé.